# Manchester SC
El Manchester Congo Mouilla, conocido también como Manchester SC, fue un equipo de fútbol de Congo-Brazzaville que jugó en la Primera División del Congo, la liga de fútbol más importante del país.

## Historia
Fue fundado en el año 1997 en la capital Brazzaville y su nombre y colores se basaron en el equipo inglés Manchester United FC y jugaron en la Primera División del Congo entre el 2000 y el 2001.
En ese periodo de tiempo en la máxima categoría lograron un subcampeonato del grupo de Brazzaville en las temporadas 2000 y 2001 luego de perder la final ante el Étoile du Congo 0-1.
A nivel internacional participó en 2 torneos continentales, en los cuales nunca superaron la primera ronda.
El club desapareció al final de la temporada 2001 tras mudarse a Pointe-Noire y pasar a llamarse CS La Mancha.

## Participación en competiciones de la CAF
| Temporada | Torneo   | Ronda | Club       | Casa | Visita | Global |
| --------- | -------- | ----- | ---------- | ---- | ------ | ------ |
| 2001      | Copa CAF | 1     | AS Aviação | 1-0  | 1-4    | 2-4    |
| 2002      | Copa CAF | 1     | Satellite  | 0-1  | 0-1    | 0-2    |

## Jugadores

### Jugadores destacados
- Barel Mouko[5]